# Popke Johannes Gerrit Middel
Popke Johannes Gerrit Middel  (Tjimahi, 6 januari 1927 - Zoetermeer, 29 augustus 2013) was een Nederlands militair die in januari 1949 als para-commando werd ingezet in Nederlands-Indië. Hij werd in 1950 voor zijn "voor zijn bijzonder moedige en beleidvolle daden" onderscheiden met de Bronzen Leeuw. Hij droeg ook het Ereteken voor Orde en Vrede met 3 gespen, het Draaginsigne Gewonden en het Draaginsigne Veteranen. Als oud-para-commando droeg hij de rode baret van het Regiment Speciale Troepen.